# Xanthosphaera vittata
Xanthosphaera vittata är en skalbaggsart som först beskrevs av Curtis 1840.  Xanthosphaera vittata ingår i släktet Xanthosphaera, och familjen mycelbaggar. Enligt den finländska rödlistan är arten nära hotad i Finland. Arten är reproducerande i Sverige. Artens livsmiljö är torra gräsmarker.